# حديقة بيندوس الوطنية
حديقة بيندوس الوطنية (باليونانية: Εθνικός Δρυμός Πίνδου Ethnikós Drymós Píndou)، والمعروفة أيضًا باسم فاليا كالدا (والتي تعني الوادي الدافئ باللغة الأرمونيانية)، هي حديقة وطنية في البر الرئيسي لليونان، وتقع في منطقة جبلية معزولة في محيط مقدونيا الغربية وإبيروس، في الجزء الشمالي الشرقي من سلسلة جبال بيندوس. تأسست عام 1966 وتغطي مساحة 6927 هكتارًا (17.120 فدانًا). تغطي المنطقة الأساسية للحديقة، التي تبلغ مساحتها 3360 هكتارًا (8300 فدان)، الجزء الأكبر من وادي فاليا كالدا ومنحدرات القمم المحيطة.
يتراوح ارتفاع الحديقة الوطنيّة من 1،076 إلى 2،177 مترًا (3530 إلى 7142 قدمًا) والتي تتميز بغابات كثيفة من الصنوبر الأسود الأوروبي والزان الشائع، والتلال الصخرية، والعديد من القمم التي يزيد ارتفاعها عن 2000 متر (6600 قدم)، والجداول السريعة والبحيرات الجبلية. تنتمي المنطقة إلى منطقة غابات مختلطة بجبال بيندوس الأوسع وهي جزء تمثيلي من سلسلة جبال بيندوس. علاوةً على ذلك، فهي تنتمي إلى شبكة ناتورا 2000 البيئية للمناطق المحمية وهي واحدة من الأماكن الثلاثة في اليونان التي تستضيف مجموعة من الدببة البنية.